# اوبر-مورلن
اوبر-مورلن (به آلمانی: Ober-Mörlen) یک شهر در آلمان است که در وتراوکرایس واقع شده‌است.